# Йожеф Чукаші
Йожеф Чукаші (угор. Csukássy József; 12 лютого 1841, Дьйор —27 травня 1891, Будапешт) — угорський публіцист, редактор газети, літературний перекладач. Редагував кілька газет і був одним із засновників, власником, видавцем і редактором політичної щоденної газети Budapesti Hírlap з 6 червня 1881 року до своєї смерті.
Народився 12 червня 1841 року. Навчався в Дьйорі та Шопроні, потім вивчав право у Відні та Пешті. Потім він поїхав до Пешта-Буди, де завів близьких друзів з талановитими молодими літераторами того часу (такими як Іштван Толді, Арпад Берчик, Тіхамер Алмаші, Дьєрдь Фешеш). Писав оповідання, активно брав участь у роботі щоденної преси. Невдовзі його запросили додому (1861), щоб очолювати Дьєрі Козльони. Навесні 1866 року він одружився з Аранкою Змешкаль, дочкою колишнього мера Дьйора, і переїхав з нею до Пешта. Редагував газети, писав портфоліо та перекладав романи. Взимку 1889 року його лікарі оголосили, що його серцева проблема невиліковна; провів останні дві зими в Мерано. Повернувся додому 1 травня 1891 року і помер 27 травня в Будапешті, на своїй віллі на проспекті Андраші.